# توکای دم‌دراز
توکای دم‌دراز (نام علمی: Zoothera dixoni) گونه‌ای از پرندگان خانواده توکایان است که از هیمالیاهای مرکزی و شرقی تا جنوب مرکزی و جنوب غربی چین یافت می‌شود. زیستگاه‌های طبیعی آن جنگل‌های کوهستانی نمناک نیمه‌گرمسیری یا گرمسیری و بوته‌زارهای نیمه‌گرمسیری یا گرمسیری با ارتفاع زیاد است.